# The Shamen
 (novembre 2024).
Si vous disposez d'ouvrages ou d'articles de référence ou si vous connaissez des sites web de qualité traitant du thème abordé ici, merci de compléter l'article en donnant les références utiles à sa vérifiabilité et en les liant à la section « Notes et références ».
The Shamen est un groupe britannique de musique électronique, originaire d'Aberdeen, en Écosse, actif entre 1985 et 1999. Il est formé à l'origine par Colin Angus, Derek McKenzie, Keith McKenzie et Peter Stephenson au début des années 1980 comme groupe de rock indépendant aux influences musicales psychédéliques. Durant son existence, le groupe atteint le top des classements britanniques.
Ils assoient leur crédibilité musicale dans le milieu underground comme figures de l'acid house et pionniers du mélange rock/dance avant d'atteindre un succès commercial international avec leur titre Ebeneezer Goode et leur album Boss Drum.

## Histoire

### Années 1980
Leur nom définitif de The Shamen est précédé de Alone Again Or, un nom inspiré de Love, sous lequel ils enregistrèrent leurs premiers singles. Après leur changement de nom, les titres suivants empruntèrent des airs à John Peel. Sorti en juin 1987, leur premier album, Drop illustre leur amour du psychédélisme des années 1960, avec des influences comme Love, Syd Barrett et 13th Floor Elevators,.
Au milieu de l'année 1987, Colin Angus — leur chanteur — découvrit les sons produits par des pionners de la house music naissante, comme S'Express et MARRS, et accrurent leur connaissance des derniers matériels de studio. En septembre 1987, les Shamen appliquèrent ces techniques à leur propre musique, mélangeant les rythmes de guitares rock, de techno et de hip-hop et échantillonèrent des voix radio afin de créer un son prototype rock-dance qui réussit influencer des groupes comme Pop Will Eat Itself, Jesus Jones et EMF. Cependant, le son nouvellement découvert constitua un changement radical pour le cofondateur et chanteur Derek McKenzie, qui quitta le groupe à la fin des années 1987 pour étudier à l'université. Les Shamen furent donc de manière soudaine privés d'un de leurs membres. Le secours vint de l'intégration du charismatique Will Sinnott (23 décembre 1960 – 23 mai 1991) en octobre 1987, à la basse, libérant Colin Angus pour les chœurs et la guitare.
Knature of a Girl est le premier enregistrement des Shamen avec la participation de Sinnott, mais ce ne fut pas avant le titre Jesus Loves Amerika, sorti en juin, que les influences techno commencèrent à se faire sentir. À ce stade, Angus et Sinnott étaient de plus en plus engagés dans le mouvement acid house qui se développait à ce moment à Londres, et sa musique et ses clubs exercèrent sur eux une énorme influence. Keith McKenzie et Peter Stephenson furent moins touchés par ces nouveaux développements, et quittèrent le groupe l'été suivant, après la sortie en juin 1989 de l'album In Gorbachev We Trust qui vit le groupe forger son style musical.
Angus et Sinnott s'installèrent à Londres, ce qui leur permit de re-débuter, et de plonger la tête la première dans la scène rave émergente. 1989 fut pour le groupe une année studieuse. Ils montèrent leur fameux Synergy tour, une expérience de night-club combinant la musique live des Shamen et d'autres et les prestations de DJ selon les goûts de Mixmaster Morris. Cette tournée dura presque deux ans. Ils publièrent aussi le mini-album Phorward, qui définit un genre dans l'histoire du mouvement acid house.

### Années 1990
Le troisième album des Shamen, En Tact, sort en 1990 ; il contient les titres à succès Move Any Mountain (Progen '91), Hyperreal et Make It Mine. C'est aussi la première apparition du rappeur et disc jockey Mr. C (pseudonyme de Richard West) avec le groupe. La transformation en groupe de rave à succès est à ce moment achevée.
En mai 1991, les Shamen se déplacèrent à Tenerife afin de tourner une vidéo pour Move Any Mountain. Le 23 mai, Sinnott se noya lors d'un accident au large des côtes de la Gomera. Colin Angus dit plus tard : « quand cela se produisit, j'étais encore sous le choc de la mort tragique et inattendue de Will, et je ne pouvais pas penser du tout aux Shamen, je ne pouvais pas voir comment quelque chose pouvait continuer. Mais quand j'en suis venu à en finir avec ça et à penser à la situation, j'ai réalisé que l'axe des Shamen était la positivité et que la positivité est comme l'esprit de la musique et que la positivité reconnaît le besoin de changement. J'ai donc décidé de continuer pour ces raisons et j'ai réellement compris que le nom des Shamen avait une signification profonde pour Will, ce qui constituait une des attractions majeures pour lui lorsqu'il rejoignit le groupe. »
L'album Boss Drum, avec Mr. C comme membre à part entière de Shamen et Jhelisa Anderson comme chanteuse invitée, suivit en 1992. Cet album contenait une remarquable collaboration sur un texte énoncé et non chanté « Re:Evolution » avec Terence McKenna, et surtout le plus grand et le plus controversé des succès des Shamen : Ebeneezer Goode. Ce titre fut accusé de promouvoir l'usage de la drogue en raison de son refrain Ezer Goode, Ezer Goode - pouvant être compris par homophonie « E's are good » (soit « les E. sont bonnes », E. étant le surnom de l'ecstasy, drogue couramment rencontrée dans les raves) ainsi qu'aux autres double-sens référant aux drogues tout au long de la chanson. Ceci réitère des allusions similaires que l'on pouvait trouver dans des titres précédents comme dans le vers « M D M A-zing… we are together in ecstasy » (MDMA est l'acronyme scientifique de l'ecstasy qui signifie extase en anglais) de la chanson « Synergy ». En dépit - ou à cause - de la « tempête » publicitaire qui en résultat, la chanson resta en tête des meilleures ventes du Royaume-Uni pendant 4 semaines.
Bien que le titre est un succès commercial, il est considéré comme « premier enregistrement » et eut un impact sévère sur la crédibilité « underground » du groupe. Les extraits qui suivirent, comme Boss Drum et « Phorever People » furent aussi des tubes, mais des fans de longue date les estimèrent moins abouti par rapport aux efforts consentis jusqu'à présent. Comme Terence McKenna le faisait remarquer, « rien ne vous ruine autant pour l'underground que le succès. Alors, quand Boss Drum devint double disque de platine, ils furent catalogués establishement... J'en ai parlé à Colin, qui est d'accord. Ça aurait été fantastique de frapper un grand coup à 23 ans. Mais à 35, cela devient juste une douleur au cul et  tu as juste à gérer l'argent et l'image. »
Cependant, la nouvelle popularité des Shamen leur permet de sortir un nombre inhabituellement important de remix de titres, d'EP et de LP durant l'« ère Boss Drum », comme Face EP, S.O.S. EP et les albums On Air et Different Drum. L'album On Air contient des versions de pistes populaires de En-Tact et Boss Drum dans leurs versions jouées en direct sur la radio BBC ; Different Drum est un album de remix qui contient des versions alternatives de chaque titre de Boss Drum. Les titres Boss Drum, L.S.I. - Love Sex Intelligence, Phorever People, Ebeneezer Goode et Re:Evolution sont tous édités comme titres simples. 
Axis Mutatis sorti en 1995, avec Victoria Wilson James comme nouvelle choriste remplaçant Jhelisha Anderson, n'a pas le même impact que son prédécesseur. Les toutes premières éditions de cet album contient un disque bonus, Arbor Bona Arbor Mala, un album d'ambiance assez étrange. Les Shamen continuèrent d'enregistrer à la fin des années 1990, sortant deux albums LP supplémentaires avec un tour de plus en plus expérimental. Leur avant-dernier album studio, l'instrumental Hempton Manor, suit une séparation acrimonieuse avec leur label One Little Indian, ce qui se traduit par un acrostiche vengeur : les premières lettres de chaque titre forment la phrase Fuck Birket, Derek Birkett (avec deux t) étant le fondateur du label qui voulait que le groupe revienne vers un territoire musical plus commercial. L'album UV, en 1999, devait être leur dernier album. UV sort de manière indépendante et marque un retour aux productions modernes techno avec les structures « classiques » des chansons des Shamen. Mr. C est devenu depuis un DJ de house music avec un certain succès.

## Membres
- Colin Angus - chœurs, guitares, claviers (1985-1999)
- Derek McKenzie - chœurs, (1985-1987)
- Keith McKenzie - percussions (1985-1988)
- Peter Stephenson - claviers (1985-1988)
- Will Sinnott - Bass, chœurs, claviers (1987-1991)
- Richard West (Mr. C) - chœurs, claviers (1990-1999)
- Victoria Wilson James - chant (invitée sur l'album Axis Mutatis)
- Plavka Lonich - chant (invitée sur l'album On Air)
- Jhelisa Anderson - chant (invitée sur l'album Boss Drum)

## Discographie

### Albums studio
- 1987 : Drop
- 1987 : In Gorbachev We Trust
- 1989 : Phorward
- 1990 : En Tact
- 1992 : Boss Drum
- 1995 : Axis Mutatis / Arbor Bona Arbor Mala
- 1996 : Hempton Manor
- 1998 : UV